# حرب العبيد الثالثة

حرب العبيد الثالثة(73-71 ق.م)، أو حرب المصارعين وكما سماها بلوتارخ حرب سبارتاكوس، هي آخر حرب في سلسلة من تمردات للعبيد غير المرتبطة وغير الناجحة في وجه الجمهورية الرومانية، وتسمى السلسلة حروب العبيد الرومانية.
تعتبر حرب العبيد الثالثة الحرب الوحيدة في السلسلة التي هزت وهددت القلب الروماني وهو إيطاليا، كما أثارت انتباه الشعب نتيجة إلى فوز المتمردين المتكرر ضد الجيش الروماني وزيادة أعدادهم بسرعة بين عامين 73 و71 قبل الميلاد. قضي على التمرد من خلال جهود عسكرية مركزة لقائد وحيد وهو ماركوس ليسينيوس كراسوس، مع أن آثار التمرد لازالت موجودة في السياسات الرومانية لسنوات.
بين عامي 73-71 قبل الميلاد، هربت مجموعة من العبيد، كان عدد المجموعة في البادئ حوالي 78، وغالبهم مصارعون من أصول تراقية وغالية وجرمانية وكبر عددهم حتى وصل إلى 120,000 رجل وامرأة وطفل، وتجولوا وغزوا أنحاء عدة في إيطاليا تحت لواء قادة عدة، من صمنهم المصارع والجنرال سبارتاكوس. أظهر رجال هذه المجموعة قوة كبيرة مفاجئة في تصديهم للعسكرية الرومانية، من ضمنهم الدوريات التي جالت كامبانيا، والميليشيا الرومانية، والفيالق الرومانية تحت قيادة قنصلية. وصف بلوتارخ أعمال المتمردين بأنها محاولة هروب للعبيد الرومان إلى غاليا كيسالبينا، بينما صور كل من أبيان وفلوروس الثورة بأنها حرب أهلية حاول فيها العبيد القبض على مدينة روما.
كون مجلس الشيوخ الروماني مخاوف متنامية نظراً لانتصارات هذه العصابة المتنامية، ونهبهم للمدن والأرياف الرومانية، فجهزت روما جيشاً مكون من ثمانية فيالق تحت قيادة قاسية وفعالة لماركوس ليسينيوس كراسوس. انتهت الحرب في 71 ق.م. عندما بدأت جيوش سبارتاكوس بالانسحاب بعد قتال طويل وعنيف أمام فيالق كراسوس، لكن أدركوا أن فيالق بومبيوس الكبير وماركوس تيرينتيوس فارو لوكولوس كانت على تحرك لمحاصرتهم، فأطلقوا كامل قوتهم ضد فيالق كراسوس، وهزموا بالكامل.
كانت حرب العبيد الثالثة مهمة لتاريخ روما القديمة، بسبب تأثيرها على حياة كراسوس وبومبيوس المهنية، استخدم الجنرالان نجاحهم في إخماد التمرد لتوسيع نفوذهم السياسي، والتأثير في الانتخابات القنصلية لعام 70 ق.م لصالحهم. ساهمت أعمالهم كقنصلان في تحويل المؤسسات السياسية القنصلية والانتقال النهائي من الجمهورية الرومانية إلى الإمبراطورية الرومانية.

## العبودية في الجمهورية الرومانية
في درجات متفاوتة خلال التاريخ الروماني، اعتبر وجود عمالة غير باهظة الثمن متمثلة في شكل عبيد أحد أهم عوامل الاقتصاد، وكان شراء العبيد يتم من خلال وسائل عدة، مثل الشراء من خلال تجار أجانب واستعباد الأجانب من خلال الغزوات العسكرية. في القرنين الأول والثاني قبل الميلاد، اهتمت روما اهتماماً واسع بالغزو العسكري، وأدى ذلك إلى تصدير عشرات أو حتى مئات الآلاف من العبيد إلى الاقتصاد الروماني من المناطق الأوروبية والشرق الأوسطية التي استولى عليها الرومان. فقط قلة من العبيد الذين عملوا كخدم وحرفيين، بينما عملت الغالبية في المناجم وأراضي صقلية الزراعية وجنوب إيطاليا.
عامل الأسياد عبيدهم بقسوة وظلم كبيرين في معظم الأحيان خلال الجمهورية الرومانية، حين نص القانون على أن العبد ليس شخصاً بل ملكية، ويحق للمالك الإساءة أو إصابة العبد أو حتى قتله دون أي تبعات قانونية. كان هناك عدة درجات وأنواع للعبيد، أقل مستوى من الدرجات وأكثرها انتشاراً هم الذين عملوا في الحقول والمناجم، واعتمدت حياتهم على العمل البدني الشاق.
أدت المعاملة القمعية الشديدة للعبيد إلى عدة حركات تمرد، حربي العبيد الأولى والثانية في عامي 135 و104 ق.م على الترتيب. بدأت كل من هاتين الحربين في صقلية، حيث وجدت عصابات صغيرة من المتمردين عشرات الآلاف من الأتباع مستعدين للهرب من حياة العبودية الرومانية القاسية. اعتبر مجلس الشيوخ الروماني هذه الحركات اضطرابات مدنية خطيرة، لأخذها سنوات وتدخل عسكري مباشر لقمعها، إلا أنها لم تشكل تهديد خطير للجمهورية. لم تر إيطاليا، قلب الجمهورية النابض، أي انتفاضة رقيق تمثل تهديداً للجمهورية، ولم تكن النظرة إلليهم نظرة خطر محدق قبل حرب العبيد الثالثة.

## الحرب 73-71 ق.م

### بدء التمرد 73 ق.م

#### ثورة كابوا

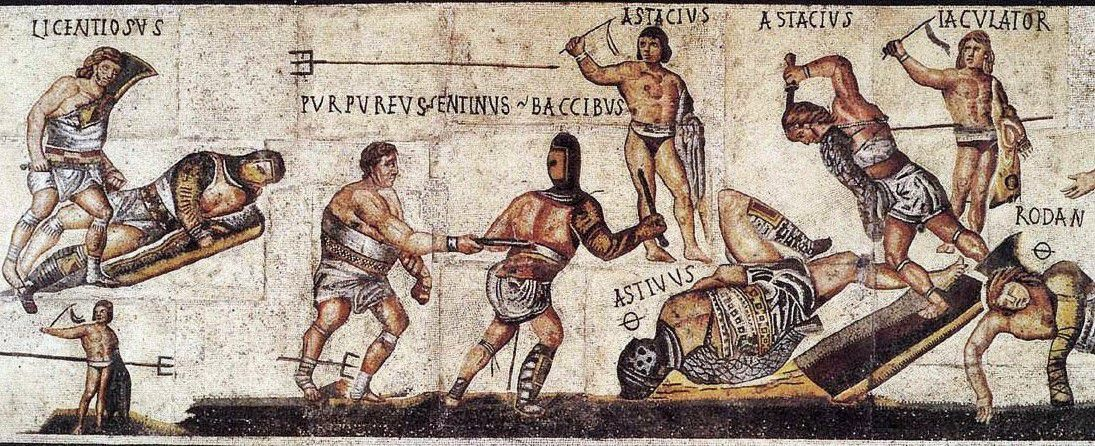
موزاييك المصارع في معرض بورغيزي

في القرن الأول قبل الميلاد من الجمهورية الرومانية، كانت ألعاب المصارعة الرومانية أحد أشكال الترفيه وأكثرها شعبية، وأنشئت مدارس التدريب أو اللوديس حسب التسمية الرومانية في مختلف أنحاء إيطاليا لتأمين المصارعين للمسابقات. في هذه المدارس، احتجز أسرى الحرب والمجرمون المدانون -الذين يعتبرون عبيد- وتمرنوا وتعلموا المهارات المطلوبة للقتال حتى الموت في ألعاب المصارعة. في عام 73 ق.م، خطط 200 مصارع للهرب من مدرسة لينتولوس باتياتوس في كابوا، عندما كشفت مؤامرتهم، استولى حوالي 70 رجل على أدوات مطبخ، وقاتلوا في طريقهم للهرب من المدرسة، واستولوا على عدة عربات من الأسلحة والدروع.
عندما حصلوا على حريتهم، اختار المصارعون قادة لهم، وهم أوناميوس وكريكسوس من الغال وسبارتاكوس، الذي كان إما مساعد تراقي من الفيالق الرومانية أدين للعبودية، أو أسير من قبل الفيالق. من غير المؤكد ما هو أصل سبارتاكوس، فكلمة ترايكس تشير إلى نوع من المصارعين في روما، فقد تشير كلمة «تراقي» إلى نوعية القتال التي درب بها وليس إلى أصله.
هزم العبيد الهاربون مجموعة صغيرة من القوات أرسلت لملاحقتهم من كابوا، وتسلحوا بالمعدات العسكرية التي قبضوا عليها. تتناقص المصادر، عما حصل بعد الهروب، لكن تتفق بشكل عام أن هذه العصابة من المصارعين الهاربين نهبت المنطقة المحيطة بكابوا، وجندوا الكثير من العبيد، ثم هربوا إلى موقع دفاعي على جبل فيزوف.

#### هزيمة جيوش البريتور

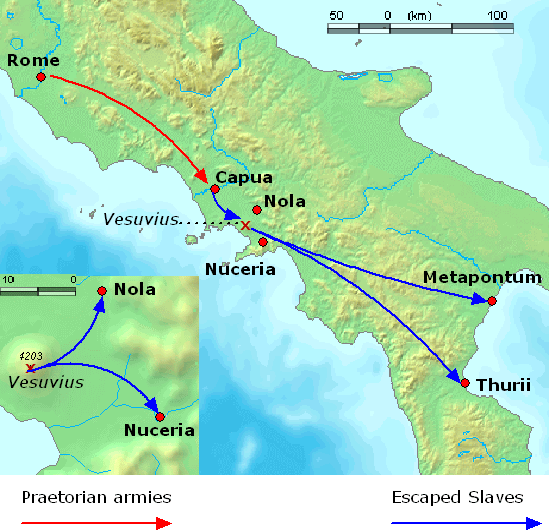
التحركات الأولى لقوات العبيد والرومان من ثورة كابوا حتى شتاء 72=73 ق.م.

حصلت الثورة وأعمال النهب في منطقة كامبانيا، والتي كانت منطقة استجمام للرومان الأثرياء، مما أدى إلى استدعاء انتباه السلطات الرومانية سريعاً، التي نظرت على الثورة على أنها موجة جرائم تجتاح المنطقة بدل كونها تمرد مسلح.
لاحقاً في تلك السنة، أرسلت روما قوة عسكرية بقيادة بريتور للقضاء على التمرد. جمع البريتور الروماني غايوس كلاوديوس غلابر 3,000 رجل، ليس كفيالق بل كميليشيا، فجمعهم بسرعة وبشكل عشوائي في حين لم تعتبر روما أن هذه حرب، بل أعمال سرقة ونهب. حاصرت قوات غلابر المتمردين في جبل فيزوف وسدت الطريق الوحيد للنزول منه، وانتظر غلابر حتى يغلب الجوع على المتمردين ويجبرون للاستسلام.
افتقد المتمردون للتدريب العسكري، مع ذلك، أظهرت قوات سبارتاكوس براعة في استخدام الأدوات المتاحة، والخطوات التكتيكية الذكية غير التقليدية في مواجهتهم للقوات الرومانية المدربة. في تصديهم لقوات غلابر، صنع رجال سبارتاكوس حبال وسلالم من الكروم والأشجار على سفوح فيزوف، واستخدموها للهبوط على أسفل المنحدرات على الجانب من الجبل المقابل لقوات غلابر. تحركوا حول قاعدة فيزوف، طوقوا الجيش، وأبادوا رجال غلابر.
بدأت حملة ثانية بقيادة البريتور بوبليوس فارينيوس بالاستعداد لمحاربة سبارتاكوس. لسبب ما، قسم فارينيوس قواته تحت قيادة مرؤوسيه فوريوس وكوسينيوس. ذكر بلوتارخ أن قوات فوريوس بلغ عددها 2,000 رجل، لكن من غير المعروف أعداد بقية المقاتلين، ولا إن كانت الحملة مكونة من فيالق أو ميليشيات. هزم المتمردون العبيد هذه القوات أيضاً، وقتلوا كوسينيوس، وأوشكوا على إلقاء القبض على فارينيوس، واستولوا على معدات الجيشين العسكرية.
مع تزايد عدد انتصارات سبارتاكوس، انضمت أعداد أكبر من العبيد إلى قوات سباراتكوس، كما فعل ذلك عدد من الرعاة، فأصبحت أعداد المتمردين تقارب 70,000. مضى شتاء 73-72 ق.م والمتمردون يتمرنون، يتسلحون ويجندون المزيد من العبيد، ووسعوا مناطق مداهماتهم لتشمل بلدات نولا، نوتشيرا، ثوريوي وميتابونتوم. في واحدة من هذه الأحداث، قُتل أوناميوس، أحد قادة التمرد، واختفى ذكوره في التاريخ.

#### القيادة والدافع لدى العبيد الهاربين

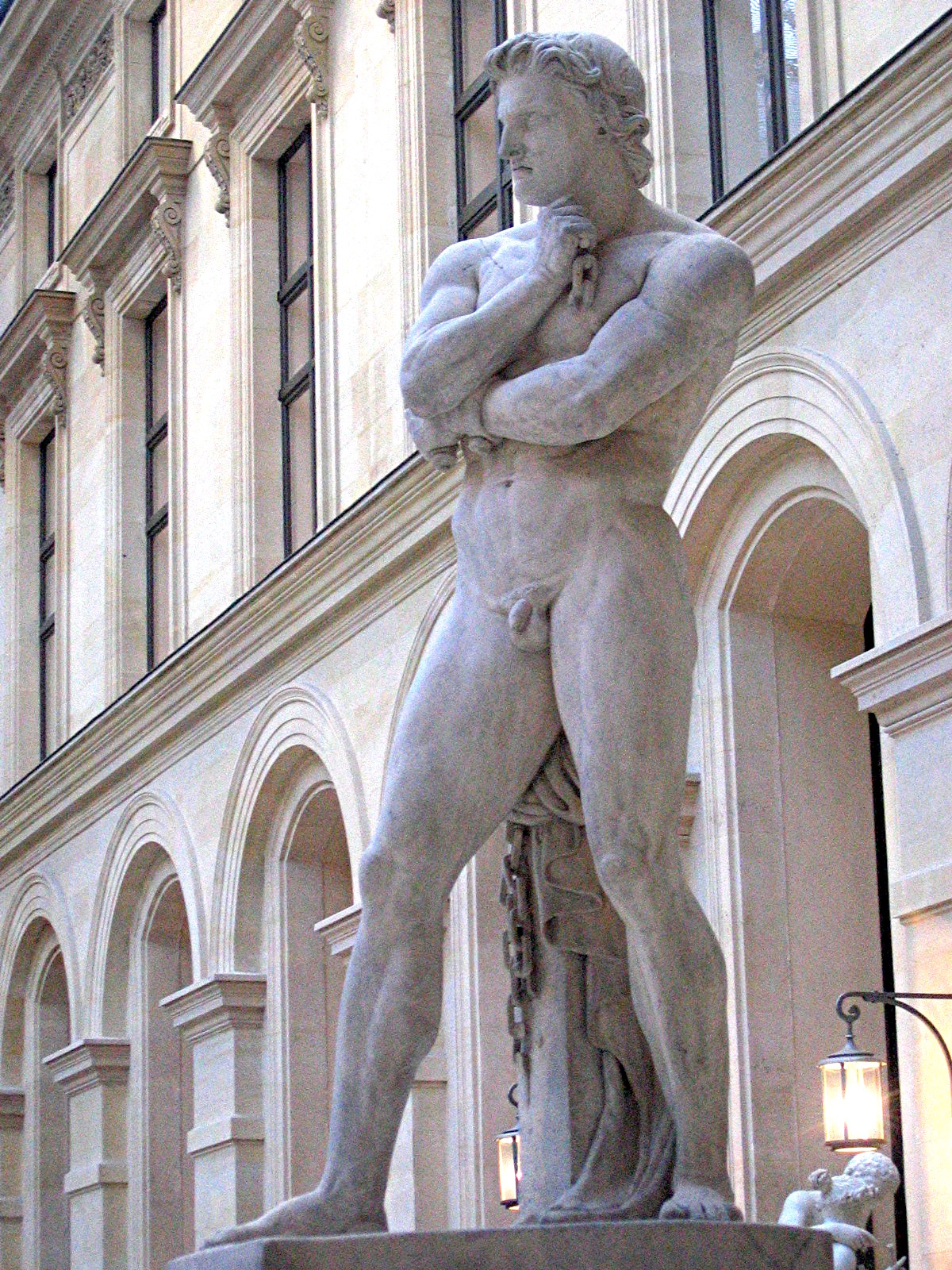
سبارتاكوس، صممه "دينيس فوياتير"، 1830، في اللوفر، مثال عن التصوير المعاصر لسبارتاكوس.

بحلول نهاية 73 ق.م، قاد سبارتاكوس وكريكسوس مجموعة كبيرة من الرجال المسلحين الذين أثبتوا أن لديهم القدرة على مواجهة الجيوش الرومانية. من الصعب تحديد أهداف كريكسوس وسبارتاكوس، فلم تكن ثورة العبيد الثالثة ناجحة، ولا يوجد في سجلات التاريخ ما يشير إلى أهداف ودوافع العبيد، وقدم المؤرخون نظريات متناقضة.
ادعت الكثير من السجلات المعاصرة أن هناك انقسام في فصائل العبيد الهاربين بين الذين كانوا تحت قيادة سبارتاكوس والذين كانوا تحت قيادة كريكسوس، فرغبت الفصيلة الأولى في الهرب إلى الألب للحرية، بينما أرادت الأخيرة البقاء في جنوب إيطاليا لمواصلة الإغارة والنهب. وتفسير الأحداث هذا قام على ما يلي: المناطق التي ذكرها فلوروس على أن العبيد قاموا بالإغارة عليها تتضمن ثوريوي وميتابونتوم، البعيدتين جغرافياً عن نوتشيرا ونولا.
هذا يؤكد على وجود مجموعتين: هاجم لوسيوس غيليوس بوبليكولا في النهاية كريكسوس ومجموعة من 30,000 رجلاً، الذين كانوا منفصلين عن المجموعة الرئيسية بقيادة سبارتاكوس. يصف بلوتارخ رغبة بعض الرقيق في الإغارة على إيطاليا بدلاً من الهرب إلى الألب. هذا الانقسام بين الفصائل لا يتعارض مع المصادر الكلاسيكية، لكن في نفس الوقت لا يوجد أي دليل مباشر يدعمه.
صورت بعض التصورات الخيالية المتمردين - مثل فيلم سبارتاكوس للمخرج ستانلي كوبريك - المتمردين على أنهم حركة مقاومة ومقاتلين من أجل الحرية، ومهمتهم تغيير المجتمع الروماني الفاسد وإلغاء نظام العبودية الروماني. المؤرخون الكلاسيكيون لا يعارضون، لكن لا يوجد دليل تاريخي قاطع على أن مهمة المتمردين إنهاء العبودية في الجمهورية، كما ارتكب قادة المتمردين فظائع عديدة، وهذا لا يدل أن أفعالهم قصدها إنهاء نظام الرق.
كما تناقضت أهداف سبارتاكوس بين المؤرخون الكلاسيكيين الذين عاشوا بعد الأحداث بسنوات قليلة. كتب كل من أبيان وفلوروس أن سبارتاكوس نوى التقدم إلى روما،  لكن يمكن أن يكون هذا مجرد انعكاس لخوف روماني. إذا كانت لدى سبارتاكوس النية حقاً في التقدم إلى روما، كان لا بد منه التخلي عن هذا الهدف في وقت لاحق. كتب بلوتارخ أن سبارتاكوس رغب في الهرب شمالاً إلى غاليا كيسالبينا وإعادة رجاله إلى منازلهم.
كما لم تؤكد السجلات التاريخية كون المتمردين مجموعة متناغمة تحت قيادة سبارتاكوس، فهذا قد يكون مجرد تصوير لافتراض روماني وتصورهم للهيكل التنظيمي لقيادة العبيد. ذكرت السجلات قادة آخرون، كريكسوس وغانيكوس وأوناميوس وكاستوس، لكن لا يمكن الجزم إن كانوا مرؤوسين أو مساعدين أو مساوين لسبارتاكوس ولديهم مجموعاتهم الخاصة.

### هزيمة الجيوش القنصلية 72 ق.م

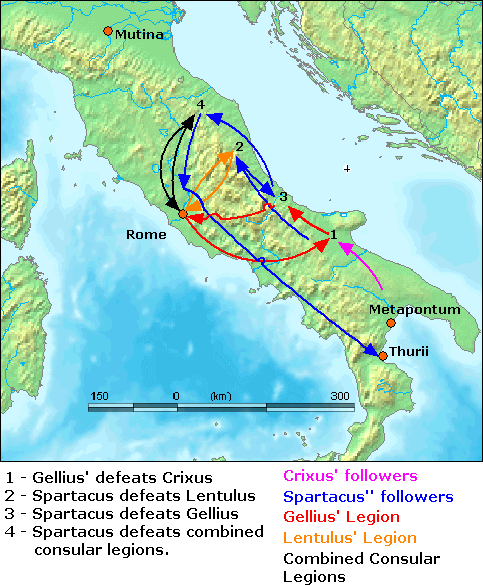
أحداث 72 ق.م، تبعاً لرواية أبيان.

في ربيع 72 ق.م، هجر العبيد معسكرات الشتاء، وبدؤوا بالتحرك شمالاً نحو غاليا كيسالبينا.
أثار انتصارات الثورة المتعددة وهزيمة جيوش غلابر وفارينيوس قلق مجلس الشيوخ، فجهزوا فيلقين قنصليين تحت قيادة لوسيوس غيليوس بوبليكولا وغنايوس كورنيليوس لينتولوس كلوديانوس. في البدء كان الهجوم ناجحاً، واجه غيليوس جيشاً من 30,000 عبد، تحت قيادة كريكسوس بالقرب من جبل غارغانوس، ونجح بالقضاء على ثلثيه، بما فيهم كريكسوس.
بعد ذلك، تختلف المصادر الكلاسيكية فيما يتعلق بمسار الأحداث، ولا يمكن الربط بين الروايات حتى دخول ماركوس ليسينيوس كراسوس للحرب. تعد روايتا أبيان وبلوتارخ أكثر روايتين شاملتين للأحداث، وتتضمنا أحداثاً مختلفة جداً. لكن لم تناقض أي رواية بشكل مباشر الأخرى، لكن ببساطة تتناول أحداثاً مختلفة فريدة، تجاهلتها الأخرى.

#### تاريخ أبيان
تبعاً لأبيان، كانت المعركة بين فيالق غيليوس ورجال كريكسوس قرب جبل غارغانوس بداية سلسلة طويلة ومعقدة من المناورات العسكرية التي أدت إلى حافة وصول قوات سبارتاكوس إلى روما.
اتجه غيليوس شمالاً بعد انتصاره على كريكسوس، لاحقاً بمجموعة سبارتاكوس التي تسعى للوصول إلى غاليا كيسالبينا. بدأ جيش لينتولوس بالتوزع لسد طريق جيش سبارتاكوس، وأمل القنصلان في محاصرة العبيد المتمردين، لكن واجه جيش سبارتاكوس فيلق لينتولوس وهزمه، ثم التفت وهزم جيش غيليوس، فانتشرت الفوضى في جحافل الروم واضطرت للانسحاب.
ادعى أبيان أن سبارتاكوس أعدم 300 جندياً روماني ليثأر لموت كريكسوس، عن طريق جعلهم يتقاتلون للموت كمصارعين. بعد هذا الانتصار، اتجه سبارتاكوس شمالاً مع أتباعه (حوالي 120,000) بأقصى سرعة، فحرق كل معداته التي لا استخدام لها، وقتل كل سجنائه، وذبح كل حيواناته للإسراع من حركته. عادت الجيوش القنصلية المهزومة إلى روما لإعادة تجميع صفوفها، بينما تابع سبارتاكوس تقدمه شمالاً. هاجم القنصلان سبارتاكوس مرة أخرى في منطقة بيكينوم، وهزما مرة أخرى.
ادعى أبيان أن في هذه اللحظة غير سبارتاكوس رأيه بشأن المسير غلى روما، الذي أصبح هدف سبارتاكوس بعد معركة بيكينوم،  حيث لم يعتبر نفسه أنه جاهز لهذا النوع من القتال، فلم يكن رجاله مجهزين بمعدات عسكرية جيدة، ولم تنضم إليه أي مدينة، عبيد فقط، وقرر الانسحاب إلى جنوب إيطاليا من جديد. استولى على ثوريوي والأرياف المحيطة، وسلح جنوده، وأغاروا على المناطق المحيطة، وبادل الغنائم بالحديد والبرونز لصنع المزيد من الأسلحة، واشتبك أكثر من مرة مع قوات رومانية التي هزمت دائماً.

#### تاريخ بلوتارخ

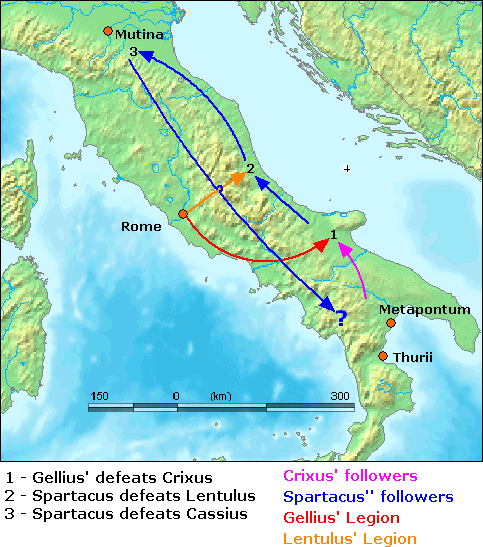
أحداث 72 ق.م تبعاً لبلوتارخ.

تبعاً لبلوتارخ، بعد المعركة بين فيلق غيليوس ورجال كريكسوس (الذين قال عنهم بلوتارخ «جرمانيون») قرب جبل غارغانوس، اشتبكت قوات سبارتاكوس مع فيلق لينتولوس وهزموهم، واستولوا على معداتهم، ودفعوا بهم إلى شمال إيطاليا. بعد هذه الهزيمة، أعفى مجلس الشيوخ الروماني القائدين من منصبيهما وأعادوهما إلى روما. لم يذكر بلوتارخ اشتباك جيش سبارتاكوس مع فيلق غيليوس، ولا مواجهة سبارتاكوس القوات القنصلية المجتمعة في بيكينوم.
ثم ذكر بلوتارخ تفاصيل نزاع لم يذكره أبيان. تبعاً لبلوتارخـ تابع سبارتاكوس المسير شمالاً إلى المنطقة المحيطة بمودينا، حيث واجه جيشاً رومانياً مؤلف من 10,000 جندي، يقوده حاكم غاليا كيسالبينا غايوس كاسيوس لونجينوس فاروس، وكانت مهمة الجيش الروماني وقف تقدم سبارتاكوس لكنه فشل وهزم.
لم يذكر بلوتارخ أي أحداث بعد تلك المعركة وقبل المواجهة مع ماركوس ليسينيوس كراسوس في ربيع 71 ق.م، وحذف المسير إلى روما والتراجع إلى ثوريوي كما ذكره أبيان. لكن وصف بلوتارخ اضطرار قوات سبارتاكوس إلى التراجع جنوب بيكينوم إثر معركة مع كراسوس، مما قد يشير إلى اقتراب العبيد المتمردين من بيكينوم من الجنوب في أول 71 ق.م، وانسحابهم من مودينا إلى جنوب أو وسط إيطاليا في شتاء 72-71 ق.م.
لم يذكر بلوتارخ أي هدف لأعمال سبارتاكوس، ولا سبب لعدم هروبه إلى الألب مع رجاله.

### انتصار كراسوس 71 ق.م

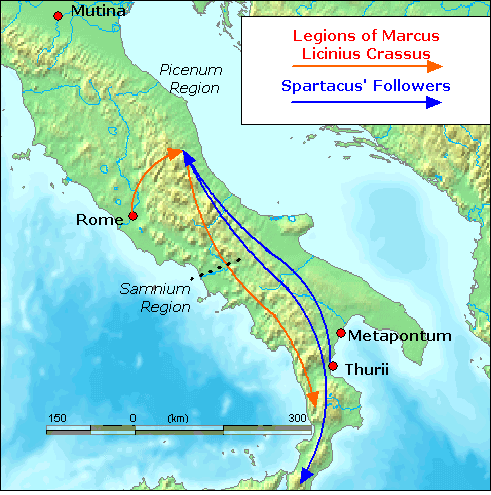
أحداث بداية 71 ق.م، استلم ماركوس ليسينيوس كراسوس قيادة الفيالق الرومانية، وواجه العبيد المتمردين وأجبرهم إلى التراجع من خلال لوكانيا إلى مضيق مسينة. ادعى بلوتارخ أن هذه الأحداث وقعت في منطقة بيكينوم، بينما وصف أبيان المعارك الأولى بين سبارتاكوس وكراسوس في سامنيوم.

بالرغم من تناقض المصادر الكلاسيكية بخصوص أحداث عام 72 ق.م، تتفق المصادر على وجود سبارتاكوس ورجاله في جنوب إيطاليا في بداية 71 ق.م.

#### استلام كراسوس للقيادة
انتبه مجلس الشيوخ إلى التمرد في إيطاليا الذي بدا أنه لا يمكن الوقوف في وجهه، وأعطى مهمة إخماد التمرد إلى ماركوس ليسينيوس كراسوس. لم تكن هذه أولى مهام كراسوس في السياسة أو القيادة العسكرية، حيث حمل منصب قائد ميداني تحت راية لوسيوس كورنيليوس سولا خلال الحرب الأهلية الثانية بين سولا وماريوس، كما خدم تحت ديكتاتورية سولا التي تبعت الحرب.
أخذ كراسوس منصب بريتور، وأعطي ستة فيالق جديدة إضافة إلى فيالق غيليوس لينتولوس القنصلية، مما يجعل عدد الجنود تحت قيادته 40,000-50,000. عامل كراسوس فيالقه بطريقة قاسية ووحشية، وأعاد إحياء طريقة تعذيب ديكيماتيو، في جيشه. لم يكن أبيان متأكد إن استخدم كراسوس طريقة ديكيماتيو على الفيلقين القنصليين لجبنهما، أو استخدمها على كامل جيشه بعد هزيمته (في هذه الحالة، لا يقل عدد الجنود الذين أعدموا عن 4,000 جندي فيلقي).
لم يذكر بلوتارخ سوى 50 جندي فيلقي، أعدموا بطريقة ديكيماتيو كعقاب بعد هزيمة موميوس في المواجهة الأولى بين سبارتاكوس وكراسوس. بغض النظر عما حصل فعلاً، أظهرت معاملة كراسوس لجنوده أنه أسوأ من العدو، ودفعهم للفوز كي لا يغضب منهم قائدهم.

#### كراسوس وسبارتاكوس
عندما انطلقت قوات سبارتاكوس شمالاً مرة أخرى، وزع كراسوس ستة من فيالقه على حدود المنطقة (تبعاً لبلوتارخ، المعركة كانت قرب منطقة بيكينوم،  أما حسب أبيان، وقعت المعركة قرب سامنيوم)، ووضع فيلقين تحت قيادة جنراله موميوس، لمراوغة سبارتاكوس من خلفه، مع إعطائه أمر بعدم مهاجمة المتمردين. لكن خالف موميوس الأوامر عندما قدمت له الفرصة نفسها وهاجم سبارتاكوس، وهزم أمامه. بالرغم من هذه الخسارة الأولية، اشتبك كراسوس مع سبارتاكوس وهزمه، وقتل 6,000 من المتمردين.
بدأت نتيجة الحرب بالتغير بعد انتصار رجال كراسوس في اشتباكات عدة، وقتلوا الآلاف من المتمردين، وأجبروا سبارتاكوس إلى التراجع جنوباً في لوكانيا إلى مضيق مسينة. تبعاً لبلوتارخ، عقد سبارتاكوس صفقة مع قراصنة قيليقية، لنقله مع 2,000 من رجاله إلى صقلية، حيث كان ينوي إثارة تمرد للعبيد وجمع تعزيزات، لكن خان القراصنة سبارتاكوس بعد أخذ المال وتركه مع جنوده. تذكر بعض المصادر محاولة المتمردين لبناء السفن والهرب، لكن اتخذ كراسوس الإجراءات اللازمة لمنع المتمردين من السفر إلى صقلية، واستغنوا عن الفكرة.
تراجع المتمردون إلى ريدجو كالابريا. لحقت قوات كراسوس وبنت تحصينات عند وصولها إلى ريدجو كالابريا، بالرغم من إغارات المتمردين المتعددة. أصبح المتمردون تحت الحصار وقطعت عنهم الموارد.

#### نهاية الحرب

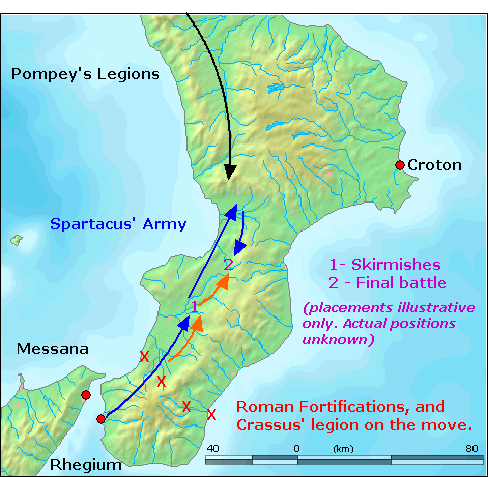
آخر أحداث 71 ق.م، عندما كسر جيش سبارتاكوس حصار فيالق كراسوس، وتراجع إلى الجبال قرب بيتيليا، كما تقدمت فيالق بومبيوس من الشمال لأسر النجاة.

في هذا الوقت، كانت فيالق بومبيوس في طريق عودتها إلى إيطاليا، بعد إخماد تمرد كوينتوس سيرتوريوس في هسبانيا.
يوجد جدل بين المصادر فيما إن كان كراسوس فد طلب قوات إضافية، أو أن مجلس الشيوخ استغل عودة بومبيوس إلى إيطاليا، لكن غير بومبيوس طريقه واتجه جنوباً لمساعدة كراسوس حسب الأوامر التي أعطيت له. كما أرسل مجلس الشيوخ تعزيزات تحت قيادة «لوكولوس»، الذي ظنه أبيان أنه لوتشيوس ليسينيوس لوكولوس، قائد الجيش في الحرب الميثرادية الثالثة وقتها، لكنه اتضح أنه حاكم مقدونيا، ماركوس تيرينتيوس فارو لوكولوس، الأخ الأصغر للوكولوس السابق. مع قدوم فيالق بومبيوس من الشمال، ووصول قوات لوكولوس إلى برينديزي، أدرك كراسوس أنه إن لم يخمد التمرد عن قريب، ستذهب المكافآت إلى قواد التعزيزات، فأمر فيالقه بإخماد التمرد بسرعة.
بعد سماعه لقدوم بومبيوس، حاول سبارتاكوس عقد صفقة مع كراسوس، لإنهاء النزاع قبل قدوم التعزيزات الرومانية. رفض كراسوس، وهربت مجموعة من قوات سبارتاكوس إلى الجبال غرب بيتيليا (سترونغولي حالياً) في قلورية، ولاحقت فيالق كراسوس هذه المجموعة. استطاعت الفيالق القبض على جرعة من المتمردين - تحت قيادة غانيكوس وكاستوس - منفصلة عن الجيش الرئيسي، وقتلوا 12,300.
عانت فيالق كراسوس خسائر أيضاً، خسرت القوات الرومانية تحت قيادة لوتشيوس كوينكتيوس وغنايوس تريميليوس أمام بعض العبيد الهاربين الذين عادوا لمواجهتهم. لم يكونوا العبيد المتمردين جيشاً محترفاً، ولم يستطيعوا التحمل أكثر، لم يعد لديهم أي رغبة بالهروب أكثر من ذلك، وانشقت مجموعة من الرجال عن الجيش لمهاجمة الفيالق القادمة بشكل مستقل.
وع انهيار الانضباط بين جنوده، استدار سبارتاكوس وأطلق كامل قواته على الفيالق القادمة. في معركته الأخيرة، معركة نهر السيلر، هزمت قوات سبارتاكوس بشكل كامل، وقتل معظم الجنود في ساحة المعركة. تذكر كل المصادر التاريخية موت سبارتاكوس في المعركة، غير أنه لم يعثر على جثته.

## التبعات

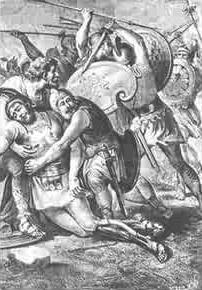
سقوط سبارتاكوس.

كراسوس هو من أباد تمرد سبارتاكوس بشكل كامل. مع أن جيش بومبيوس لم يشتبك مع قوات سبارتاكوس بشكل مباشر، استطاعت قواته الآتية من الشمال القبض على 5,000 متمرد هارب من الحرب وجلدهم. بعد هذه الأفعال، أرسل بومبيوس رسالة إلى مجلس الشيوخ يخبرهم فيها أن كراسوس هزم العبيد في معركة مفتوحة، ولكنه هو بومبيوس نفسه من أنهى الحرب، مما أكسبه معظم الفضل وعداوة كراسوس.
قتل معظم العبيد في المعركة، وألقى كراسوس القبض على 6,000 ناج، وصلبهم على طريق أبيوس، من روما إلى كابوا.
جنى كراسوس وبومبيوس فوائد سياسية لإخمادهم التمرد. وعادا إلى روما مع فيالقهم ورفضوا حلها، بل أقاموا لها المخيمات خارج روما. أخذ كل من الرجلين منصب قنصل لعام 70 ق.م، مع أن بومبيوس كان غير مؤهل لصغر عمره وعدم خدمته كبريتور أو كوايستور. مع ذلك انتخب الرجلان لمنصب القنصل لعام 70 ق.م،  وكان أحد أسباب هذا الترفيع هو خطر الفيالق الموجودة خارج المدينة.
لا يمكن تحديد آثار الثورة على نظرة الرومان للعبودية، أو على نظام العبودية الروماني، لكن الثورة استطاعت هز المجتمع الروماني الذي بدأ بمعاملة العبيد بطريقة أقل قسوة عما قبل. كما قلص ملاك الأراضي الأثرياء من أعداد العبيد المزارعين، لفتح الفرصة أمام الأحرار المحرومين ليعملوا في المزارعة. مع انتهاء حكم أغسطس، توقفت حروب الرومان التوسعية حتى حكم الإمبراطور تراجان (حكم ما بين 98-117 ق.م)، وتوقفت إمدادات العبيد غير المكلفين الذين حصل عليهم الرومان سابقاً عن طريق الغزو. وشجعت فترة السلام هذه على استخدام الأحرار كعمال في المناطق الزراعية.
بدأت الحالة القانونية وحقوق العبيد بالتغير أيضاً. خلال حكم كلوديوس (41-45 م)، صدر قانون تجريم قتل العبيد العجائز، وإن تخلى السيد عن عبده يصبح حراً. تحت حكم أنطونيوس بيوس، ازدادت حقوق العبيد أكثر، وحمل السيد مسؤولية عن قتل العبد، ويجبر على بيع عبده إذا ثبت إساءة المالك للعبد، كما وفر القانون طرفاً ثالثاً محايداً يمكن العبد الاستئناف إليه. أتت هذه التغيرات القانونية متأخرة جداً عن الثورة، ولا يمكن أن تكون نتائج مباشرة لها، وهي تمثل تطور معاملة الرومان لعبيدهم عبر العقود.
من الصعب تحديد كيف ساهمت الحرب في تغيير حقوق العبيد الرومان القانونية. وتعتبر نهاية حروب العبيد مرافقة لنهاية فترة ذروة استخدام العبيد في روما، وبداية مفهوم جديد للعبد في المجتمع والقانون الروماني. كانت حرب العبيد الثالثة آخر حروب العبيد الرومانية، ولم تشهد روما أي انتفاضة عبيد على هذا المستوى مرة أخرى.